# Campionati del mondo di atletica leggera 2017 - Lancio del disco maschile
La gara di lancio del disco maschile si è svolta tra il 4 e il 5 agosto.

## Podio
| Pos.    | Atleta          | Nazionalità | Misura  |
| ------- | --------------- | ----------- | ------- |
| Oro     | Andrius Gudžius | Lituania    | 69,21 m |
| Argento | Daniel Ståhl    | Svezia      | 69,19 m |
| Bronzo  | Mason Finley    | Stati Uniti | 68,03 m |

## Situazione pre-gara

### Record
Prima di questa competizione, il record del mondo (RM) e il record dei campionati (RC) erano i seguenti.
| Record                | Prestazione | Atleta                     | Data                                   | Competizione              |
| --------------------- | ----------- | -------------------------- | -------------------------------------- | ------------------------- |
| Record mondiale       | 74,08 m     | Jürgen Schult Germania Est | 6 giugno 1986 Neubrandenburg, Germania |                           |
| Record dei campionati | 70,17 m     | Virgilijus Alekna Lituania | 7 agosto 2005 Helsinki, Finlandia      | Campionati del mondo 2005 |

### Campioni in carica
I campioni in carica, a livello mondiale e olimpico, erano:
| Campione | Atleta                     | Prestazione | Data                                   | Competizione                |
| -------- | -------------------------- | ----------- | -------------------------------------- | --------------------------- |
| Olimpico | Christoph Harting Germania | 68,37 m     | 13 agosto 2016 Rio de Janeiro, Brasile | Giochi della XXXI Olimpiade |
| Mondiale | Piotr Małachowski Polonia  | 67,40 m     | 29 agosto 2015 Pechino, Cina           | Campionati del mondo 2015   |

### La stagione
Prima di questa gara, gli atleti con le migliori tre prestazioni dell'anno erano:
| Pos. | Atleta                   | Prestazione | Data                                |
| ---- | ------------------------ | ----------- | ----------------------------------- |
| 1    | Daniel Ståhl Svezia      | 71,29 m     | 29 giugno 2017 Sollentuna, Svezia   |
| 2    | Fedrick Dacres Giamaica  | 68,88 m     | 11 febbraio 2017 Kingston, Giamaica |
| 3    | Andrius Gudžius Lituania | 68,61 m     | 03 giugno 2017 Kaunas, Lituania     |

## Risultati

### Qualificazioni
Le qualificazioni si sono tenute il 4 agosto dalle ore 19:20.

Qualificazione: gli atleti che raggiungono la misura di 64,50 m (Q) o le migliori 12 misure (q) si qualificano alla finale.
| Pos. | Gruppo | Nome                  | Nazionalità                 | 1ª prova | 2ª prova | 3ª prova | Misura | Note |
| ---- | ------ | --------------------- | --------------------------- | -------- | -------- | -------- | ------ | ---- |
| 1    | A      | Daniel Ståhl          | Svezia                      | 61,83    | 67,64    |          | 67,64  | Q    |
| 2    | B      | Andrius Gudžius       | Lituania                    | 67,01    |          |          | 67,01  | Q    |
| 3    | A      | Robert Harting        | Germania                    | 65,32    |          |          | 65,32  | Q    |
| 4    | A      | Piotr Małachowski     | Polonia                     | 65,13    |          |          | 65,13  | Q    |
| 5    | B      | Fedrick Dacres        | Giamaica                    | 64,46    | 64,28    | 64,82    | 64,82  | Q    |
| 6    | A      | Mason Finley          | Stati Uniti                 | 63,98    | 64,76    |          | 64,76  | Q    |
| 7    | B      | Simon Pettersson      | Svezia                      | 60,43    | x        | 63,69    | 63,69  | q    |
| 8    | B      | Robert Urbanek        | Polonia                     | 62,37    | 63,67    | 63,04    | 63,67  | q    |
| 9    | B      | Gerd Kanter           | Estonia                     | x        | 63,61    | x        | 63,61  | q    |
| 10   | A      | Lukas Weißhaidinger   | Austria                     | 63,57    | x        | 61,48    | 63,57  | q    |
| 11   | A      | Apostolos Parellīs    | Cipro                       | 63,36    | 62,68    | 62,67    | 63,36  | q    |
| 12   | A      | Traves Smikle         | Giamaica                    | 63,23    | x        | x        | 63,23  | q    |
| 13   | B      | Lolassonn Djouhan     | Francia                     | 58,00    | 63,21    | 61,35    | 63,21  |      |
| 14   | A      | Philip Milanov        | Belgio                      | 62,94    | x        | 63,16    | 63,16  |      |
| 15   | A      | Ehsan Hadadi          | Iran                        | 63,03    | 61,22    | 60,92    | 63,03  |      |
| 16   | B      | Mauricio Ortega       | Colombia                    | x        | 62,34    | 62,97    | 62,97  |      |
| 17   | A      | Martin Kupper         | Estonia                     | 59,49    | 62,11    | 62,71    | 62,71  |      |
| 18   | B      | Victor Hogan          | Sudafrica                   | 61,76    | 62,26    | x        | 62,26  |      |
| 19   | B      | Alex Rose             | Samoa                       | 61,62    | x        | 59,63    | 61,62  |      |
| 20   | B      | Andrew Evans          | Stati Uniti                 | 61,32    | 60,47    | 60,78    | 61,32  |      |
| 21   | B      | Benn Harradine        | Australia                   | 60,00    | x        | 60,95    | 60,95  |      |
| 22   | B      | Zoltán Kővágó         | Ungheria                    | 56,71    | 56,26    | 59,46    | 59,46  |      |
| 23   | B      | Victor Butenko        | Atleti Neutrali Autorizzati | 59,29    | x        | x        | 59,29  |      |
| 24   | A      | Niklas Arrhenius      | Svezia                      | 58,91    | x        | 58,84    | 58,91  |      |
| 25   | A      | Erik Cadée            | Paesi Bassi                 | 58,19    | x        | 58,90    | 58,90  |      |
| 26   | A      | Sven Martin Skagestad | Norvegia                    | x        | 57,89    | 58,86    | 58,86  |      |
| 27   | B      | Mustafa Alsaamah      | Iraq                        | 57,77    | 56,38    | 58,40    | 58,40  |      |
| 28   | A      | Mitchell Cooper       | Australia                   | x        | 56,20    | 57,26    | 57,26  |      |
| 29   | B      | Nicholas Percy        | Gran Bretagna               | x        | 52,56    | 56,93    | 56,93  |      |
| 30   | A      | Marshall Hall         | Nuova Zelanda               | x        | 56,64    | 54,20    | 56,64  |      |
| -    | A      | Rodney Brown          | Stati Uniti                 | x        | x        | x        | nm     |      |
| -    | B      | Martin Wierig         | Germania                    | x        | x        | x        | nm     |      |

### Finale
La finale si è tenuta il 5 agosto alle ore 19:26.
| Pos.    | Atleta              | Nazionalità | 1ª prova | 2ª prova | 3ª prova | 4ª prova | 5ª prova | 6ª prova | Misura  | Note                          |
| ------- | ------------------- | ----------- | -------- | -------- | -------- | -------- | -------- | -------- | ------- | ----------------------------- |
| Oro     | Andrius Gudžius     | Lituania    | 67,52 m  | 69,21 m  | 63,43 m  | x        | 63,98 m  | 67,89 m  | 69,21 m | Miglior prestazione personale |
| Argento | Daniel Ståhl        | Svezia      | x        | 69,19 m  | 66,58 m  | 68,57 m  | x        | 63,06 m  | 69,19 m |                               |
| Bronzo  | Mason Finley        | Stati Uniti | 67,07 m  | 68,03 m  | 65,21 m  | 37,36 m  | 66,59 m  | x        | 68,03 m | Miglior prestazione personale |
| 4       | Fedrick Dacres      | Giamaica    | 65,62 m  | 65,70 m  | x        | 65,83 m  | 64,41 m  | 64,67 m  | 65,83 m |                               |
| 5       | Piotr Małachowski   | Polonia     | 63,96 m  | 65,14 m  | 64,88 m  | x        | 65,24 m  | 63,92 m  | 65,24 m |                               |
| 6       | Robert Harting      | Germania    | 65,10 m  | x        | 64,75 m  | x        | x        | x        | 65,10 m |                               |
| 7       | Robert Urbanek      | Polonia     | 61,93 m  | 64,15 m  | 63,91 m  | 64,14 m  | x        | 63,46 m  | 64,15 m |                               |
| 8       | Traves Smikle       | Giamaica    | 63,64 m  | 64,04 m  | x        | 62,28 m  | x        | 63,37 m  | 64,04 m |                               |
| 9       | Lukas Weißhaidinger | Austria     | 63.76 m  | 62,75 m  | x        |          |          |          | 63.76 m |                               |
| 10      | Apostolos Parellīs  | Cipro       | 62,18 m  | 63,17 m  | x        |          |          |          | 63,17 m |                               |
| 11      | Simon Pettersson    | Svezia      | 55,58 m  | 60,39 m  | x        |          |          |          | 60,39 m |                               |
| 12      | Gerd Kanter         | Estonia     | 59,72 m  | 60,00 m  | x        |          |          |          | 60,00 m |                               |